# Sacierges-Saint-Martin
Sacierges-Saint-Martin – miejscowość i gmina we Francji, w Regionie Centralnym, w departamencie Indre.
Według danych na rok 1990 gminę zamieszkiwało 350 osób, a gęstość zaludnienia wynosiła 11 osób/km² (wśród 1842 gmin Regionu Centralnego Sacierges-Saint-Martin plasuje się na 797. miejscu pod względem liczby ludności, natomiast pod względem powierzchni na miejscu 310.).
Przez miejscowość przepływa rzeka Abloux.